# I skymningens land
I skymningens land är den sjätte delen i John Marsdens bokserie.